# Campionati europei di ciclismo su strada 2016 - Gara in linea femminile Elite
La gara in linea femminile Elite dei Campionati europei di ciclismo su strada 2016, prima edizione della prova, si disputò il 17 settembre 2016 con partenza e arrivo a Plumelec, in Francia. La vittoria fu appannaggio dell'olandese Anna van der Breggen, che terminò la gara in 2h55'55", precedendo la polacca Katarzyna Niewiadoma e l'italiana Elisa Longo Borghini.
Sul traguardo di Plumelec 100 cicliste, su 122 aventi diritto alla partenza, portarono a termine la competizione.

## Ordine d'arrivo (Top 10)
| Pos. | Corridore             | Squadra     | Tempo    |
| ---- | --------------------- | ----------- | -------- |
| 1    | Anna van der Breggen  | Paesi Bassi | 2h55'55" |
| 2    | Katarzyna Niewiadoma  | Polonia     | s.t.     |
| 3    | Elisa Longo Borghini  | Italia      | s.t.     |
| 4    | Alena Amjaljusik      | Bielorussia | s.t.     |
| 5    | Rasa Leleivytė        | Lituania    | a 1"     |
| 6    | Giorgia Bronzini      | Italia      | a 12"    |
| 7    | Marianne Vos          | Paesi Bassi | s.t.     |
| 8    | Emma Johansson        | Svezia      | s.t.     |
| 9    | Cecilie Uttrup Ludwig | Danimarca   | s.t.     |
| 10   | Séverine Eraud        | Francia     | s.t.     |